# Гернгрос, Александр Родионович
Александр Родионович Гернгросс (1813—1904) — горный инженер, генерал-лейтенант, директор Департамента Горных и Соляных Дел.

## Биография
Из старинного лифляндского дворянского рода.
- В 1832 году окончил Горный кадетский корпус и был направлен на Екатеринбургские горные заводы.
- В 1833 году был переведен на Алтайские (Колывано-Воскресенские) заводы. Занимался поисками полезных ископаемых. Особый интерес представляет его экспедиция в Приволжские районы для поисков и оценки месторождений асфальта (1837), давшая первые научные результаты по нефтеносности этого района.
- В 1835 году адъютант Главного начальника Алтайских заводов Е. П. Ковалевского. Находился в партиях по отысканию золотых россыпей, служил приставом Касминского и Успенского промыслов, Зыряновского и Змеиногорского рудников.
- В 1837 году — первый исследователь нефтеносности Поволжья.
- В 1839 году проводил геологические исследования в западной части Киргиз-Кайсацкой степи (Казахстан).
- С 1845 года проходил службу в Департаменте Горных и Соляных Дел (ДГиСД).
- В 1850 году — начальник отделения частных золотых промыслов ДГиСД.
- В 1855 году — вице-директор ДГиСД.
- В 1860 году генерал-майор Гернгрос возглавлял Комиссию в Илецкую Защиту для установления контроля за добычей и продажей соли и обследования частных горных заводов Оренбургского края.
- В 1855—1861 гг. — директор ДГиСД.
- В 1861 году произведён в генерал-лейтенанты.
- С 1862 года, и после выхода в отставку (1865), состоял членом Горного совета и Горного ученого комитета.
- С 1865 года в отставке, директор Правления Санкт-Петербургского общества страхования.
- С 1866 года — член Мануфактур-совета.

Автор публикаций в Горном Журнале.

## Семья
Жена, Екатерина Алексеевна. Сыновья: Александр (1853) и Евгений (1855).